# ブロック ブレーカー デラックス
『ブロック ブレーカー デラックス』（Block Breaker Deluxe）とはゲームロフトのブロックくずしゲームである。

## 内容
『アルカノイド』の亜流に属するブロックくずしゲームでバーやクラブ、カジノなどのナイトライフシーンがモチーフとなっておりそれぞれのオーナーへのプレゼントをゲーム内で獲得することが目的。
iPod版ではオンラインでカスタムステージの作成が可能（要Mac or PC）。
Wiiウェア版では2人対戦が追加されたほか、Wiiリモコンのポインティング移動にも対応している（キューティQにも同様の操作がある）。
また日本の携帯アプリ向けには脱衣系の要素が加えられた『エッチなお姉さん崩し』もリリースされ、同様のアレンジを加えたゲーム群が「お姉さんシリーズ」としてシリーズ化されている。